# 포커

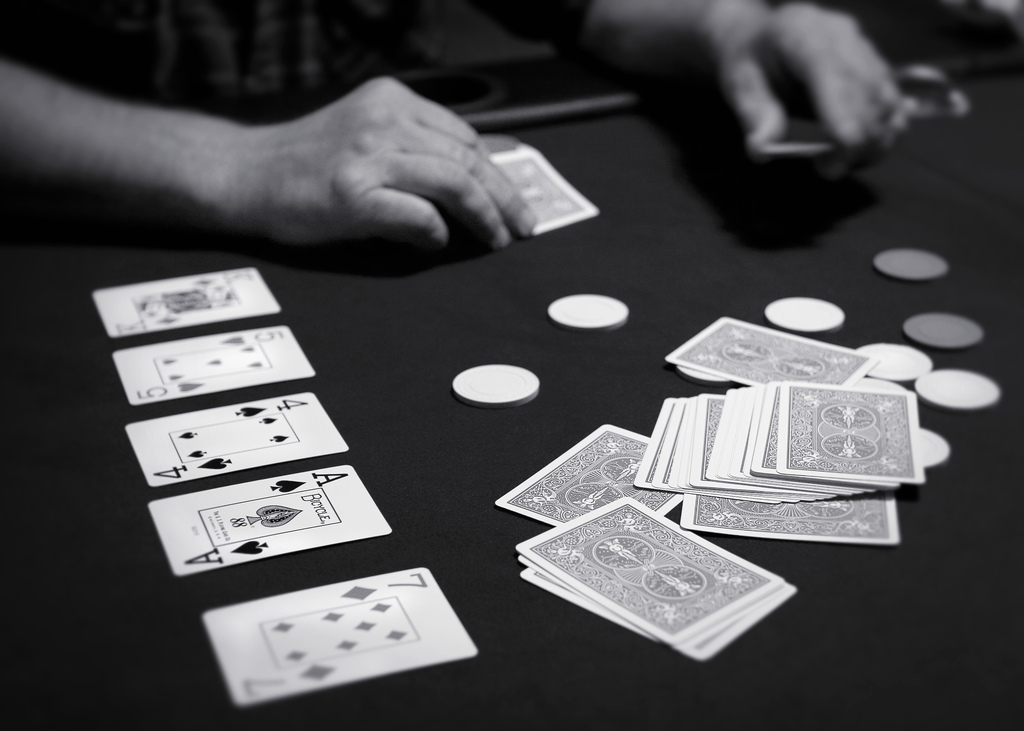
포커 게임의 한 종류인 텍사스 홀덤(Texas Hold'em)

포커(영어: poker)는 플레잉 카드로 즐기는 카드 게임의 한 종류이다. 게임의 참가자들은 자신이 갖고 있는 카드를 보면서 베팅을 하며, 가장 높은 가치의 카드 조합을 가지고 있는 참가자가 승리한다. 정치, 경제적으로 '포커판'이라는 표현이 종종 활용된다.
체스나 바둑 등은 정보가 완전히 공개된 게임이라서 서로 어떤 수를 두는지 알 수 있고 상대의 수를 예측할 수라도 있지만, 포커는 서로 상대가 어떤 패를 들고 있는지 모르는 상태에서 죽을지 배팅해야 할지 미지수의 상태에서 판단해야 되서 이를 이용한 속임수가 난무한 편이다. 그때문에 포커는 심리적 요소가 중요한 게임이라고 할 수 있다. 대표적인 속임수에는 허세부리기 기술 블러핑(bluffing)이 있다. 이 속임수를 구사하는 자는 나쁜 패를 쥐고 있으면서 높은 금액을 베팅하여 상대가 마치 자신이 좋은 패를 들고 있는 것처럼 착각하게 만들어 이익을 꾀한다.

## 게임 방식
포커에서는 여타 플레잉 카드 게임과 마찬가지로 딜러가 필요하다. 한국에서 많이 다뤄지는 포커 게임에는 각 플레이어가 7장의 카드를 받는 세븐 오디 포커(Seven-card stud의 변형 게임), 강게임(받은 카드를 일부 교환하는 방식), 바둑이(4장의 카드를 사용하는 로우볼 형태의 게임), 하이로우 포커(하이 패와 로우 패끼리 각각 승부를 겨루는 방식), 플레이어들에게는 2장의 손패를 나눠주고 5장을 공유 패로 사용하는 텍사스 홀덤(Texas Hold'em)이 있다.

## 카드 조합

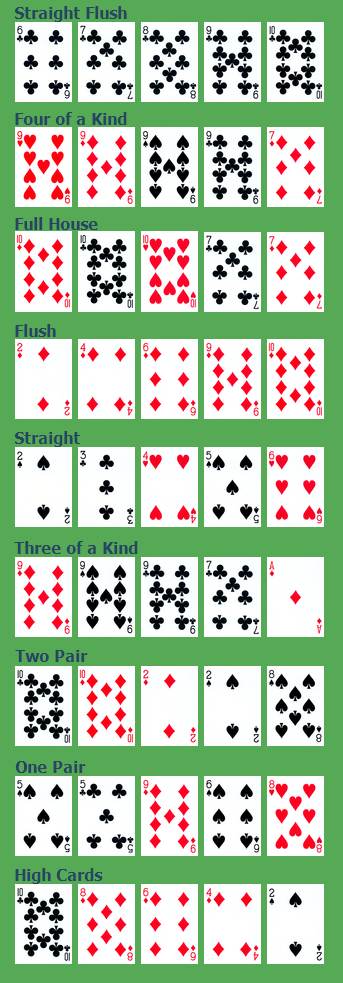
포커의 여러 카드 조합

### 카드 조합의 순위
포커의 카드 조합의 순위는 한국에서는 '족보'라는 명칭으로 불린다. 포커에서는 카드를 모두 오픈했을 때 가장 가치가 높은 카드 조합을 가지고 있는 참가자가 그 게임에서 승리한다. 만약 가장 강한 카드 조합을 가지고 있는 참가자가 여러 명일 경우엔, 그 카드 조합을 구성하는 카드들 중 가장 높은 숫자 카드를 가지고 있는 사람이 승리한다. 만약 같은 카드 조합이면서 그 조합의 가장 높은 숫자까지 같을 때는 무승부를 적용하여 가장 높은 카드 조합을 가진 참가자들끼리 판돈을 나누며, 이를 스플릿(Split)이라고 한다.
- 하이 카드(High Card) : 노 페어(No Pair)라고 불리기도 하며, 이하의 어떤 조합에도 해당하지 않는 경우를 말한다. 이 때에는 플레이어가 가지고 있는 카드 중 가장 높은 숫자를 앞에 붙여 부른다. 한국에서는 '탑'이라는 명칭으로 자주 불린다. (예: A 탑)
- 원 페어(One Pair) : 같은 숫자 카드 2장으로 이루어지는 조합이다.(예: 5 원 페어 = 5,5)
- 투 페어(Two Pair) : 같은 숫자 카드 2장 한 쌍으로 이루어지는 조합이다.(예: 7과 4의 투 페어 = 7,7,4,4) 7장을 사용하는 포커 게임에서는 플레이어가 카드를 일곱장까지 받을 수 있기 때문에 페어가 3개까지 나올 수 있으나, 이 경우에는 등급이 높은 페어 두개만을 따져 투 페어로 부른다.
- 쓰리 오브 어 카인드(Three of a Kind 또는 trips) : 같은 숫자 카드 3장으로 이루어지는 조합이다.(예: 9 쓰리 오브 어 카인드 = 9,9,9) 한국에서는 트리플이라는 명칭으로 자주 불린다.
- 스트레이트(Straight) : 5장의 카드의 숫자가 이어지게 나오는 조합이다.(예: 6 스트레이트 = 6,5,4,3,2) 한국에서는 '줄'이라고도 불린다. 같은 스트레이트 중에서는 각각의 스트레이트를 구성하는 카드들 중 가장 높은 숫자를 가진 스트레이트가 가장 가치가 높다. 스트레이트 중에서도 가장 높은 조합은 A,K,Q,J,10 카드로 이루어진 스트레이트로, 마운틴, 로열 스트레이트(Royal Straight)라고도 불린다.
- 플러시(Flush) : 5장의 카드의 무늬가 모두 같게 나오는 조합이다. 같은 플러시 중에서는 플러시를 구성하는 카드들 중 숫자가 높은 차례대로 비교하여 가장 높은 숫자를 가진 플러시가 가장 가치가 높다.
- 풀 하우스(Full House) : 같은 숫자 카드 3장과 같은 숫자 카드 2장이 같이 있는 경우이다.(예: 10과 7의 풀 하우스 = 10,10,10,7,7) 즉 '쓰리 오브 어 카인드'와 '원 페어'가 같이 있는 경우를 말한다. 한국식으로는 '집'이라고도 불린다. 같은 풀 하우스 중에서는 '쓰리 오브 어 카인드'의 숫자를 비교하여 높은 순서대로 순위를 정한다.
- 포 오브 어 카인드(Four of a Kind) : 같은 숫자 카드 4장의 조합이다.(예: 9 포 오브 어 카인드 = 9,9,9,9) 한국에서는 '포카드'라는 명칭으로 자주 불린다.
- 스트레이트 플러시(Straight Flush) : 5장의 카드의 숫자가 서로 이어지면서 무늬가 모두 같게 나오는 조합이다. (예: J 스트레이트 플러시 = 무늬가 모두 한 가지로 일치하는 J,10,9,8,7) 포커에서는 가장 가치가 높은 카드 조합이다. 에이스부터 10까지 이어지는 스트레이트 플러시(즉 A,K,Q,J,10)를 로열 플러시 또는 로열 스트레이트 플러시(Royal Flush 또는 Royal Straight Flush)라고 하며, 이는 '스트레이트 플러시' 조합 중에서도 가장 순위가 높다.

### 카드 조합의 확장
- 에이스-킹 페어(Ace-king pair) : 이는 캐러비안 스터드 포커를 플레이할 때에 쓰이는 조합으로, 에이스 카드, 킹 카드가 포함된 하이 카드(High Card)의 조합을 말한다. 캐러비안 스터드 포커에서는 딜러가 이 에이스-킹 페어 이상의 카드 조합을 가지고 있지 않으면 그 게임은 무효화된다.[9]
- 마운틴(Mountain) : 스트레이트 조합 중 가장 높은 10,J,Q,K,A의 스트레이트를 말한다. 공식 용어는 아니지만, 한국에서는 두루 쓰이는 용어이다. 중화권에서는 로얄 스트레이트라고도 불린다.
- 백 스트레이트(Back Straight) : 스트레이트 조합중 가장 낮은 A,2,3,4,5의 스트레이트를 말한다. 공식 용어는 아니지만 한국과 중화권 국가에서는 두루 쓰인다. 한국 외의 지역에서는 스트레이트 중 가장 낮은 조합이지만, 대한민국에서는 백 스트레이트를 마운틴 다음으로 높은 조합으로 치는 경우도 있다. 한국의 포털사이트 넷마블에서 운영하는 게임 넷마블 7포커에서는 두 번째로 가치가 높은 카드 조합으로 되어있다.[10] 비슷한 포커류 게임 한게임과 피망의 온라인 포커에는 후자의 순서로 되어 있다.
- 백 스트레이트 플러시(Back Straight Flush) : 5장의 카드가 모두 같은 무늬의 백 스트레이트를 이루었을 때(플러시와 백 스트레이트가 조합되었을 때)의 조합이다. 한국과 중화권 지역에서는 이 조합을 '로열 스트레이트 플러시' 다음으로 높게 취급하기도 한다. 백 스트레이트를 '로열 스트레이트' 다음으로 높게 취급하면, 일반적으로는 로열 스트레이트 플러시 다음의 조합도 백 스트레이트 플러시가 된다.
- 로열 스트레이트 플러시(Royal Straight Flush) : 포커 최고의 카드 조합이다. 위의 조합 설명에서 언급된 10,J,Q,K,A로 이루어진 스트레이트 플러시를 말한다. 이 조합이 나올 수 있는 경우의 수는 단 네 가지 뿐으로, 5장을 사용하는 포커 게임을 기준으로 확률은 스트레이트 플러시의 정확히 십분의 일인 0.0001539%이다. 로티플 또는 로열 플러시(Royal Flush)라고도 한다.
- 퍼펙트 식스(perfect sixs) : 포커 게임의 한 종류인 로우 게임에서 사용되는 카드 조합으로, 무늬가 하나라도 달라야 하며 A,2,3,4,6으로 이루어져 있다. 로우 패에서는 가장 가치가 높은 카드 조합이지만, 하이 패에서는 A 하이 카드 정도의 낮은 조합으로밖에 계산되지 않는다.
- 파이브 오브 어 카인드(Five of a Kind) : 조커를 사용하는 포커 게임에서 사용되는 카드 조합으로, 같은 숫자 4장과 조커 카드 한 장으로 이루어진다. 카드 조합의 순위는 스트레이트 플러시보다 높게 취급된다.

### 카드 조합 출현 확률의 계산법
포커 게임에 사용되는 플레잉 카드는 흑백 조커/컬러 조커 2장을 제외한 A부터 K까지의 13장의 카드가 4무늬씩 있는 총 52장으로 구성되어 있고, 포커의 카드 조합으로 인정되는 카드 수의 최댓값이 5장이므로 {\displaystyle _{5}}{\displaystyle _{2}}{\displaystyle C}{\displaystyle _{5}=2,598,960}가 출현 가능한 모든 카드 조합의 수이다. 이것을 제수로 하고 각 조합의 출현 경우의 수를 피제수로 놓으면 확률의 계산이 가능하다.

### 조커
일반적으로는 포커에서는 조커 카드가 사용되지 않으나, 파이고우 포커에서는 스트레이트(Straight)나 플러시(Flush)를 만들 때를 제외하고는 A로 사용한다. 그러나 한국에서는 조커를 원하는 카드로 사용하는 경우도 있다. 조커가 사용되는 포커 게임에서는 '파이브 오브 어 카인드'라는 카드 조합이 추가되는 경우가 많다.

## 같이 보기
- 월드 시리즈 오브 포커
- 월드 포커 투어
- 세븐카드 스터드
- 텍사스 홀덤
- 오마하 홀덤
- 바둑이
- 인디언 포커
- 포커 페이스